# Aleksandr Nudelman
Aleksandr Emmanuiłowicz Nudelman (ros. Александр Эммануилович Нудельман, ur. 8 sierpnia?/21 sierpnia 1912 w Odessie, zm. 2 sierpnia 1996 w Moskwie) – radziecki konstruktor broni, dwukrotny Bohater Pracy Socjalistycznej (1966 i 1982).

## Życiorys
Urodził się w rodzinie żydowskiej. Po ukończeniu w 1929 technikum pracował w biurze konstruktorskim i w Odeskim Instytucie Industrialnym/Odeskim Instytucie Politechnicznym, później w moskiewskim biurze konstruktorskim. Skonstruował m.in. działko MP-6, a podczas wojny z Niemcami 37-milimetrowe działko NS-37 (wraz z A. Suranowem), które było później instalowane na pokładach samolotów wojskowych ŁaGG-3, Jak-7B i Jak-9T. W 1943 został szefem i głównym konstruktorem Specjalnego Biura Konstruktorskiego-16 (OKB-16), którym pozostał do 1987; w 1944 wraz z A. Suranowem skonstruował działko NS-23, w 1949 opracował działko NR-23 instalowane na samolotach MiG-17, Tu-4, Tu-14 i innych. W 1955 opracował działko NR-30, później działko N-7 i inne; opracowywał również zestawy rakietowe, m.in. 9K35 Strieła-10. W 1962 otrzymał stopień doktora nauk technicznych, był również profesorem. Został pochowany na Cmentarzu Kuncewskim.

## Odznaczenia i nagrody
- Medal Sierp i Młot Bohatera Pracy Socjalistycznej (dwukrotnie - 28 lipca 1966 i 20 sierpnia 1982)
- Order Lenina (czterokrotnie - 5 stycznia 1944, 20 sierpnia 1962, 28 lipca 1966 i 20 sierpnia 1982)
- Order Rewolucji Październikowej (26 kwietnia 1971)
- Order Kutuzowa I klasy (16 września 1945)
- Order Kutuzowa II klasy (18 listopada 1944)
- Order Czerwonego Sztandaru Pracy (dwukrotnie - 20 listopada 1940 i 29 marca 1976)
- Nagroda Leninowska (1964)
- Nagroda Stalinowska II klasy (dwukrotnie - 1943 i 1946)
- Nagroda Stalinowska III klasy (1951)
- Nagroda Państwowa ZSRR (dwukrotnie - 1970 i 1979)

I medale.